# El Universal (Messico)
El Universal è un quotidiano messicano con sede a Città del Messico.
El Universal è stato fondato da Félix Palavicini ed Emilio Rabasa nell'ottobre 1916, nella città di Santiago de Querétaro per seguire le notizie sulla fine della rivoluzione messicana e la creazione della nuova costituzione.
Aviso Oportuno è il servizio di annunci di El Universal. Il marchio è diventato ampiamente conosciuto in Messico e la frase "Aviso Oportuno" è talvolta usata come termine generico per il business degli annunci.
La testata gestisce anche un sito web in cui le notizie possono essere commentate dei lettori attraverso un semplice sistema di registrazione che ha portato a molte accuse di pregiudizi e propaganda.